# Atletismo nos Jogos Pan-Americanos de 1987 - 50 km marcha atlética masculina
A prova dos 50 km da marcha atlética masculina nos Jogos Pan-Americanos de 1987 foi realizada em 15 de agosto em Indianápolis, Estados Unidos.

## Medalhistas
| Ouro                       | Prata                    | Bronze                     |
| Martín Bermúdez MEX México | Raúl González MEX México | Héctor Moreno COL Colômbia |

## Final
| Posição           | Nome            | Nacionalidade      | Tempo   | Notas |
| ----------------- | --------------- | ------------------ | ------- | ----- |
| Medalha de ouro   | Martín Bermúdez | MEX México         | 3:58.54 | PR    |
| Medalha de prata  | Raúl González   | MEX México         | 4:07.27 |       |
| Medalha de bronze | Héctor Moreno   | COL Colômbia       | 4:18.48 |       |
| 4                 | Nelson Funes    | GUA Guatemala      | 4:49.53 |       |
| 5                 | Randy Mimm      | USA Estados Unidos | DQ      |       |
| 5                 | Dan O'Conner    | USA Estados Unidos | DQ      |       |